# یواس‌اس گارنارد (اس‌اس-۲۵۴)
یواس‌اس گارنارد (اس‌اس-۲۵۴) (به انگلیسی: USS Gurnard (SS-254)) یک زیردریایی بود که طول آن ۳۱۱ فوت ۹ اینچ (۹۵٫۰۲ متر) بود. این زیردریایی در سال ۱۹۴۲ ساخته شد.